# France au Concours Eurovision de la chanson 2021
La France est l'un des trente-neuf pays participants du Concours Eurovision de la chanson 2021, qui se déroule à Rotterdam aux Pays-Bas. Le pays est représenté par la chanteuse Barbara Pravi et sa chanson  Voilà, sélectionnées lors de l'émission Eurovision France, c'est vous qui décidez !, diffusée le 30 janvier 2021. Le pays se classe 2e avec 499 points lors de la finale du Concours.

## Sélection
Après l'annulation du Concours Eurovision de la chanson 2020, le retour pour l’édition 2021 de Tom Leeb — artiste ayant été sélectionné par France Télévisions pour y représenter la France — est incertain. Finalement, Tom Leeb annonce, le 19 juin 2020, dans une interview accordée à Non Stop People, qu'il ne participerait pas à l'Eurovision 2021 en raison de son emploi du temps trop chargé.
C'est lors d'une émission spéciale, nommée Eurovision France, c'est vous qui décidez !, présentée par Stéphane Bern et Laurence Boccolini, diffusée le 30 janvier 2021 en direct sur France 2, que le représentant de la France au Concours Eurovision de la chanson 2021 est désigné.
12 chansons, portées par 17 artistes, sont en compétition. Elles sont d'abord présélectionnées par les téléspectateurs, qui votent pour la chanson qu'ils préfèrent, de sorte que sept d'entre elles atteignent l'étape du vote ultime. Le jury, composé de 10 personnalités, dispose d'un Euro-ticket, permettant à une dernière chanson d'être sélectionnée. Lors du vote ultime, la voix des téléspectateurs compte autant que celle du jury, pour départager les huit chansons restantes, sur le principe d'attribution des points du Concours Eurovision (2, 4, 6, 8, 10 et 12 points, pour le jury et 10, 20, 30, 50, 60, 70, 80 et 100 points, pour les téléspectateurs),.
Au terme de la sélection, Barbara Pravi et sa chanson Voilà sont sélectionnées pour représenter la France à l'Eurovision 2021.

## À l'Eurovision
En tant que membre du Big Five, la France est qualifiée d'office pour la finale du 22 mai 2021. Elle vote cependant lors de la deuxième demi-finale, le 20 mai 2021.

### Points attribués par la France

#### Deuxième demi-finale
| 12 points | Grèce       |
| 10 points | Portugal    |
| 8 points  | Saint-Marin |
| 7 points  | Finlande    |
| 6 points  | Islande     |
| 5 points  | Serbie      |
| 4 points  | Bulgarie    |
| 3 points  | Suisse      |
| 2 points  | Tchéquie    |
| 1 point   | Moldavie    |

| 12 points | Moldavie |
| 10 points | Portugal |
| 8 points  | Suisse   |
| 7 points  | Serbie   |
| 6 points  | Islande  |
| 5 points  | Bulgarie |
| 4 points  | Danemark |
| 3 points  | Albanie  |
| 2 points  | Finlande |
| 1 point   | Pologne  |

#### Finale
| 12 points | Grèce       |
| 10 points | Russie      |
| 8 points  | Portugal    |
| 7 points  | Suisse      |
| 6 points  | Belgique    |
| 5 points  | Israël      |
| 4 points  | Saint-Marin |
| 3 points  | Islande     |
| 2 points  | Chypre      |
| 1 point   | Suède       |

| 12 points | Ukraine  |
| 10 points | Italie   |
| 8 points  | Portugal |
| 7 points  | Moldavie |
| 6 points  | Suisse   |
| 5 points  | Israël   |
| 4 points  | Islande  |
| 3 points  | Serbie   |
| 2 points  | Suède    |
| 1 point   | Finlande |

### Points attribués à la France
| 12 points                                                                | 10 points                        | 8 points        | 7 points                                             | 6 points                       | 5 points       | 4 points                              | 3 points              | 2 points | 1 point |
| ------------------------------------------------------------------------ | -------------------------------- | --------------- | ---------------------------------------------------- | ------------------------------ | -------------- | ------------------------------------- | --------------------- | -------- | ------- |
| Allemagne Espagne Irlande Pays-Bas Royaume-Uni Saint-Marin Serbie Suisse | Albanie Estonie Tchéquie Ukraine | Autriche Israël | Australie Bulgarie Chypre Finlande Macédoine du Nord | Croatie Islande Portugal Suède | Grèce Lituanie | Azerbaïdjan Moldavie Norvège Roumanie | Italie Lettonie Malte | Slovénie |         |

| 12 points                          | 10 points                             | 8 points                              | 7 points                        | 6 points                                                        | 5 points                                              | 4 points          | 3 points                | 2 points             | 1 point |
| ---------------------------------- | ------------------------------------- | ------------------------------------- | ------------------------------- | --------------------------------------------------------------- | ----------------------------------------------------- | ----------------- | ----------------------- | -------------------- | ------- |
| Belgique Espagne Pays-Bas Portugal | Allemagne Bulgarie Saint-Marin Serbie | Chypre Grèce Israël Lituanie Roumanie | Croatie Estonie Irlande Islande | Albanie Autriche Finlande Moldavie Russie Slovénie Suède Suisse | Géorgie Macédoine du Nord Pologne Royaume-Uni Ukraine | Australie Norvège | Danemark Lettonie Malte | Azerbaïdjan Tchéquie | Italie  |

En tant que membre du Big Five l'Allemagne est qualifiée d'office pour la finale du 22 mai 2021. La France y arrive en 2e position après l'Italie, réalisant son meilleur classement depuis Amina en 1991. Cumulant 499 points (248 du jury professionnel et 251 des télévotants), Barbara Pravi offre le record de points à la France dans le concours, détrônant les 257 points obtenus par Amir en 2016. Ce résultat est, au moment du Concours, le 7e meilleur score à l'Eurovision, toutes éditions et tous pays confondus.